# Josef Wüger
Josef Wüger (* 11. März 1907 in Hainburg an der Donau; † 4. Juni 1970) war ein österreichischer Politiker (ÖVP) und Polizeibeamter. Wüger war von 1959 bis 1969 Abgeordneter zum Landtag von Niederösterreich.
Wüger absolvierte nach dem Besuch der Volks- und Hauptschule eine Polizeiausbildung und leistete ab 1939 seinen Militärdienst ab. Er war beruflich zuletzt als Polizeibeamter tätig und war politisch ab 1950 als Gemeinderat in Hainburg aktiv. Ab 1952 hatte er das Amt des Vizebürgermeisters inne, zwischen 1960 und 1970 war er Bürgermeister von Hainburg. Wüger vertrat die ÖVP zudem vom 4. Juni 1959 bis zum 20. November 1969 im Niederösterreichischen Landtag.